# Campanha do Mato Grosso
A Campanha do Mato Grosso correspondeu à fase inicial da Guerra do Paraguai, que se iniciou com a invasão paraguaia de Mato Grosso em dezembro de 1864 e que terminou com a retirada das tropas em abril de 1868. Durante a primeira fase da guerra a iniciativa militar esteve com os paraguaios. As tropas do marechal Francisco Solano López definiram três frentes de batalha iniciais, invadindo Mato Grosso, em dezembro de 1864 (antes da declaração oficial de guerra ao Brasil feita em 13 de dezembro), e nos primeiros meses de 1865 o Rio Grande do Sul e a província argentina de Corrientes. Atacando, quase ao mesmo tempo, no norte e no sul, os paraguaios estabeleceram dois teatros de operações. A invasão do Mato Grosso foi feita ao mesmo tempo por dois corpos de tropas paraguaias. A província achava-se quase desguarnecida militarmente, e a superioridade numérica dos invasores permitiu-lhes realizar uma campanha rápida.
O governo paraguaio tinha planejado a invasão realizando incursões de espionagem: em 1862 a zona de Miranda foi percorrida por uma patrulha paraguaia sem ser detectada, um oficial realizou uma visita de boa vontade a Dourados e Corumbá com a missão de obter informações, e em 1864 o coronel Francisco Isidoro Resquín disfarçou-se de fazendeiro para percorrer zonas da futura invasão. A isto se somava a informação dada por desertores do forte de Coimbra. A campanha foi completamente vitoriosa para o Paraguai, mas depois, pelos desastres bélicos nas outras frentes, teve que se retirar dos territórios ocupados.

## Antecedentes
Desde 1862 políticos argumentavam com o governo imperial sobre a necessidade de se melhorar as defesas fronteiriças do Mato Grosso e Rio Grande do Sul que aquela altura se encontravam perigosamente desguarnecidas. Um periódico do Correio Mercantil daquele ano denunciava que o Paraguai estava se armando com navios encouraçados, artilharia raiada e um bom exército, e recomendava que a marinha destacasse pelo menos quatro canhoneiras encouraçadas no rio Paraguai para não só defender Mato Grosso mas também cooperar numa futura expedição que o império enviasse, em caso de guerra, àquela república. Naquele período a marinha não possuía navios de guerra adequados para a navegação fluvial, aliado ao fato do império ter adquirido equipamentos para um exército em tempos de paz inferior a 18 mil homens que estavam espalhados por todo o país. Mato Grosso deveria ter um contingente de 3 879 soldados, porém em meados de 1864 não chegava a 900 homens espalhados pelos cinco distritos militares da região. A província tinha seis pequenos vapores, dos quais apenas um dispunha de artilharia. Tais navios não poderiam ser considerados de guerra, mas de transportes. O único ponto defensivo que poderia oferecer alguma resistência era o Forte Novo de Coimbra, Corumbá, às margens do rio Paraguai. Tal situação significava que o Brasil não estava preparado para uma guerra com o Paraguai.
Do lado paraguaio os preparativos da invasão foram bem feitas e com anos de antecedência. Desde 1862 que o Paraguai enviava espiões que percorriam o caminho na qual as tropas invasoras marchariam. Nesse ano uma patrulha percorreu um trajeto até Miranda. No ano seguinte o tenente André Herrera foi recepcionado pelo Comandante da Guarnição Militar Brasileira que o levou até Dourados. Esse mesmo tenente voltaria anos depois para a região já dominada abordo do Iporá. Em novembro de 1863 o coronel Francisco Isidoro Resquín visitou Corumbá disfarçado de um fazendeiro que queria comprar terras em Miranda. Após visitar a vila rumou para Nioaque. Depois de percorrer estas terras retornou para Assunção. Ele seria o comandante das forças invasoras no Mato Grosso. Poucos meses antes da invasão um desertor brasileiro do Forte de Coimbra informou aos paraguaios que não havia preocupação na região quanto a uma invasão paraguaia e que as tropas que estavam aquarteladas no forte eram poucas e estavam desanimadas por estarem lá a quatro anos sem serem substituídos.

## Situação da província
No relatório de 1864 do Ministério da Guerra foi relacionado todas as forças militares da região. À época as tropas na província somavam-se 851 homens, incluindo 81 oficiais, distribuídos pelos cinco distritos militares existentes e estavam sob o comando do General Carlos Augusto de Oliveira:
- Distrito Militar do Baixo Paraguai.
  - Corumbá: seis homens, sendo dois do 2º Corpo de Artilharia, um do Corpo de Cavalaria e um do Batalhão de Caçadores.
  - Coimbra: 46 homens, sendo 43 do Corpo de Artilharia de Mato Grosso.
  - Albuquerque: 41 homens do Corpo de Artilharia.
  - Taquari: 15 homens do Corpo de Artilharia.

- Distrito de Vila Miranda. 
  - Nioaque: quatro homens, sendo dois do Corpo de Artilharia.
  - Colônia de Dourados: 18 homens, sendo 12 do Corpo de Cavalaria, cinco do 20º Corpo de Artilharia e um do Batalhão de Saúde.
  - Colônia de Miranda: 11 homens, sendo sete do Corpo de Cavalaria, oito do Batalhão de Caçadores e um artífice.

- Distrito Militar da Cidade de Cuiabá.
  - Contava com o grosso das tropas da Província: 143 homens distribuídos por vários destacamentos.

- Distrito de Vila Maria.
  - Possuía também destacamentos, o efetivo era menos que metade do efetivo do Batalhão de Caçadores – 58 homens, acrescidos de um do serviço de saúde, um religioso e um artífice.

- Distrito Militar da cidade de Mato Grosso.
  - Reunia a maioria dos meios do Batalhão de Caçadores: 71 homens

## Coluna ocidental

### Saída de Assunção

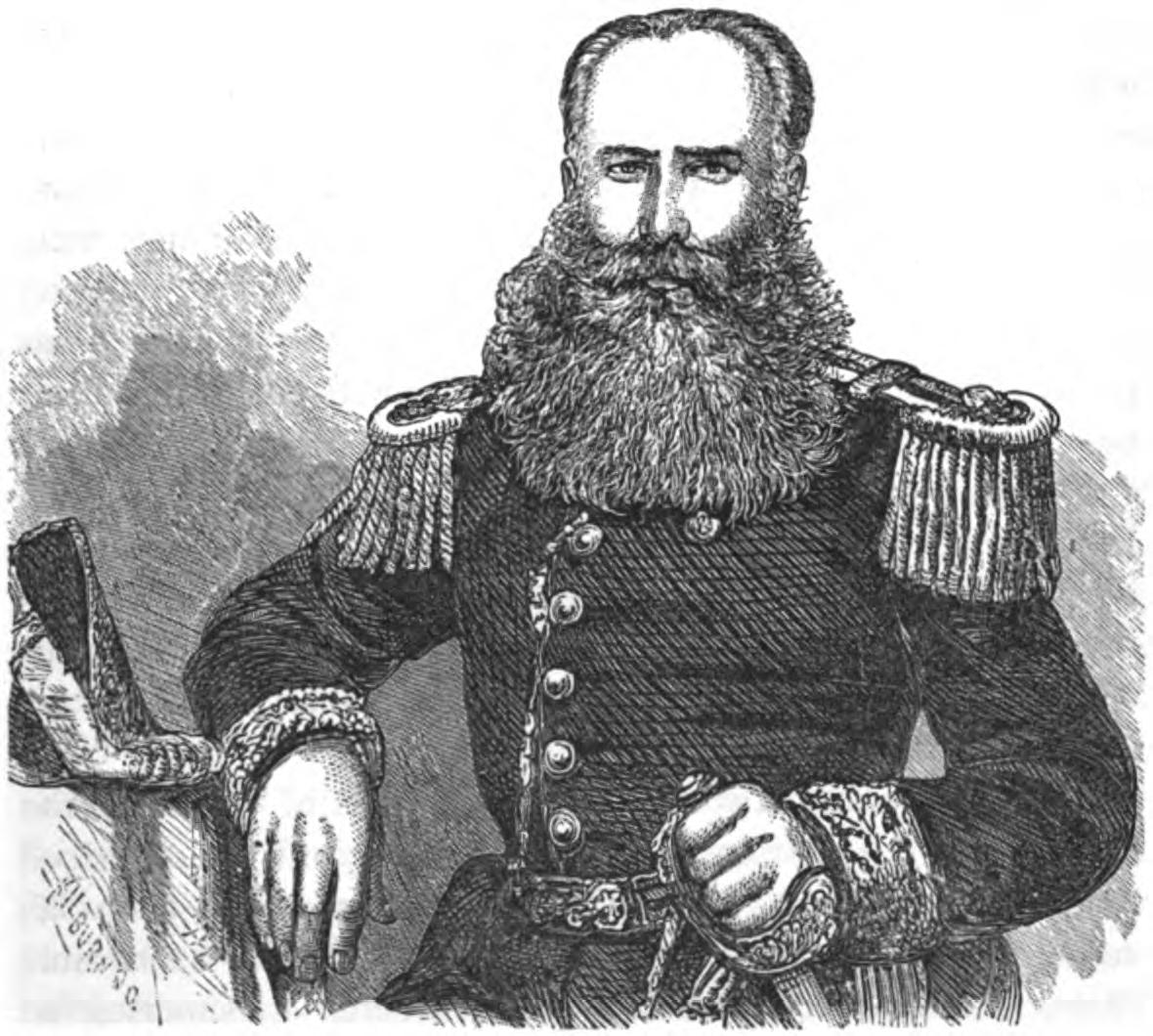
Vicente Bairros.

Em 23 de dezembro de 1864 Solano López vistoriou as tropas que no dia seguinte partiram pelo rio Paraguai. O marechal discursou aos soldados dizendo que ele não tinha escolha senão ir para a guerra, pois Brasil lhe tinha declarado guerra (algo que não era verdadeiro, pois a declaração ocorreu posteriormente). Um destacamento de 4 200 homens, transportados em cinco navios a vapor: Tacuarí, Paraguarí, Rio Blanco, Ygurey e Yporá, o patacho Rosario e as escunas Independência e Aquidabán, comandados pelo coronel Vicente Bairros (Comandante da Divisão de Operações do Alto Paraguai e cunhado de Solano López), apoiados pelo tenente coronel Francisco González e o capitão Pedro Ignacio Meza, remontou o rio Paraguai.

### Forte Coimbra

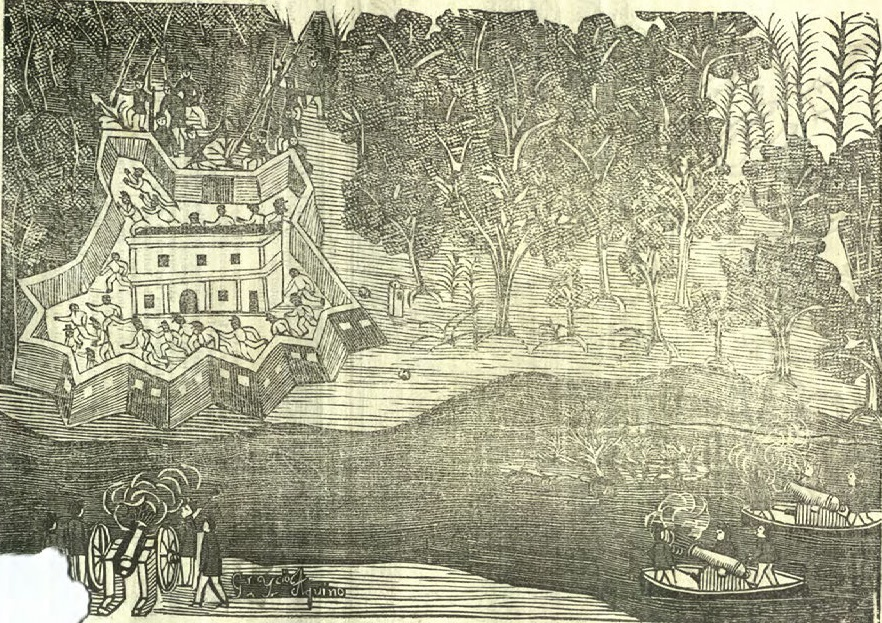
Gravura publicada no jornal paraguaio Cabichuí, mostrando canhões disparando em direção ao Forte Coimbra e a retirada brasileira.

A coluna fluvial atacou o Forte de Coimbra no dia 27 de dezembro de 1864 com cinco batalhões de infantaria e dois regimentos de cavalaria a pé, com um total de 3 200 homens, armados com doze canhões listrados, uma bateria de trinta foguetes franceses de 24 mm, protegidos pelas embarcações de guerra sob o comando do coronel paraguaio Vicente Bairros. A guarnição de 155 homens resistiu durante dois dias o bombardeio dirigido pelo sargento José María Fariña, sob comando do comandante do Corpo de Artilharia de Mato Grosso tenente coronel Hermenegildo de Albuquerque Porto Carrero (depois barão do Forte de Coimbra). Quando as munições se esgotaram, os defensores abandonaram a fortaleza e se retiraram, rio acima, a bordo do Jauru e da canhoneira Anhambaí (que levava rebocado o patacho Jacobina) em direção a Corumbá. Entre os defensores do forte achava-se o cacique caduveo Lapagate e outros dez indígenas aliados dos brasileiros.

### Albuquerque e Corumbá
Após ocupar o forte já vazio, os paraguaios avançaram rumo ao norte, atingindo à esquadra brasileira do rio Paraguai e afundando alguns navios. Em 1 de janeiro de 1865 tomaram sem luta o Presídio de Albuquerque. Em Corumbá achava-se o coronel Carlos de Oliveira com 500 soldados e artilharia nas fortificações de Corumbá, mas em 2 de janeiro Oliveira e os oficiais da praça abandonaram Corumbá no vapor Anhambaí rumo a Cuiabá, entrando nela os paraguaios no dia seguinte. Estes, depois da saquear, fortificaram a população de Corumbá com trincheiras de campanha, munidos de artilharia com seis peças. Em 6 de janeiro foi preso o vapor Anhambaí quando voltava da assistência aos evacuados de Corumbá, sua tripulação foi assassinada pelos paraguaios. O limite norte do avanço paraguaio atingiu o ponto denominado Dourados, sobre o rio Paraguai ao este da lagoa Mandioré.
 No dia 7 de março, o Tacuarí retornou a Assunção porque seu calado o impediu de se deslocar mais ao norte do Forte de Coimbra.

### Reconquista de Corumbá

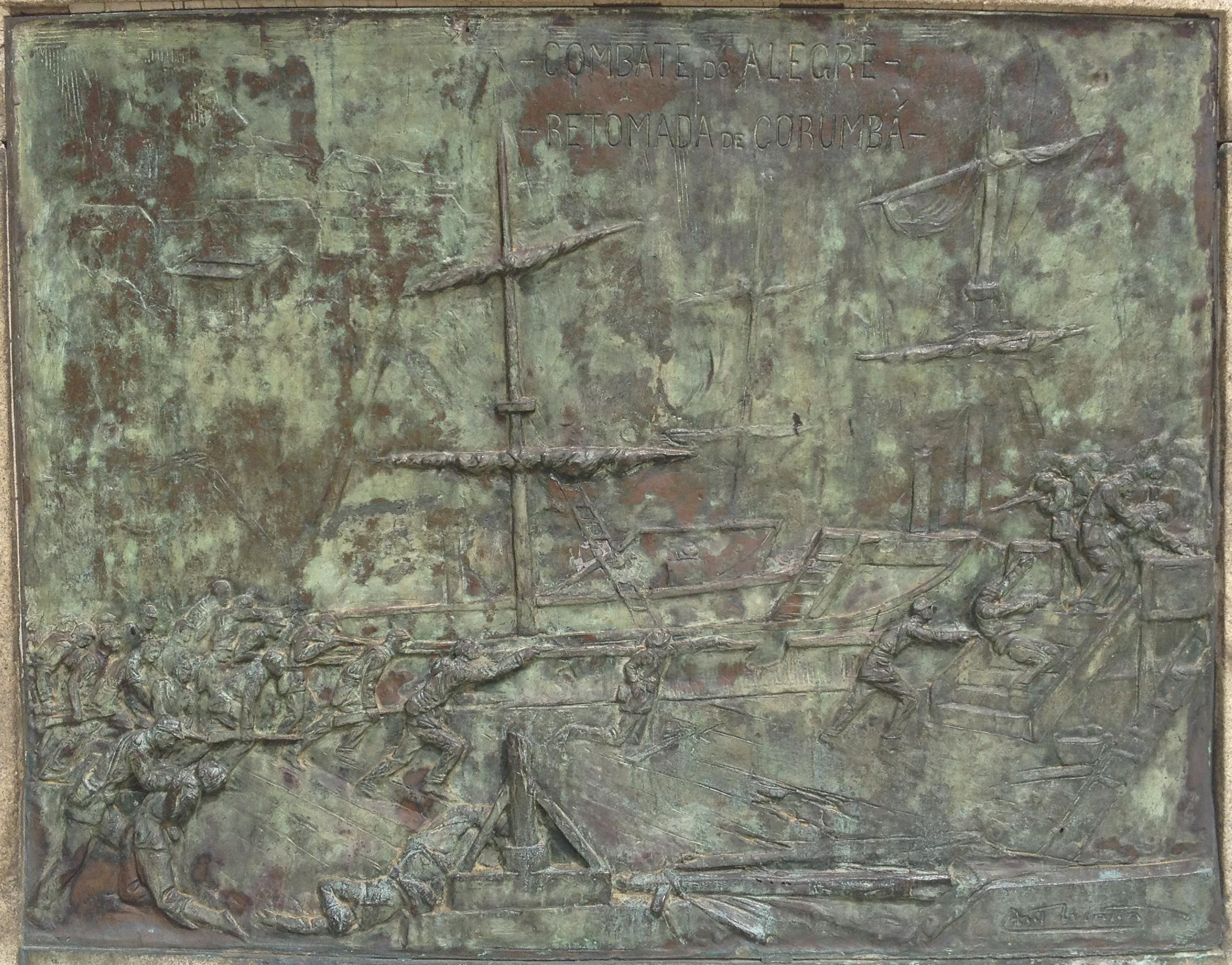
Combate do Alegre, após a reconquista de Corumbá (Monumento aos Heróis de Laguna e Dourados, Urca, Rio de Janeiro - RJ).

Corumbá foi retomada a assalto em 13 de junho de 1867 pelo 1º Batalhão Provisório do Exército do Brasil, que com 1 000 homens sob o comando do coronel Antônio Maria Coelho tinha chegado vindo de Cuiabá (capital do Mato Grosso) aproveitando a inundação do pantanal. Foi um ataque surpresa pelo sudoeste da cidade (que sob comando do comandante Hermónegones Cabral se achava quase vazia pelas deportações). Uma vez rendida a guarnição paraguaia, mais da metade dos 300 homens que a compunham foram fuzilados pelos brasileiros, incluindo o seu comandante.
Como resultado, as forças paraguaias evacuaram São Joaquim, Pirapitangas, Urucú e o presídio de Albuquerque, que em conjunto integravam o Distrito Militar brasileiro do Alto Paraguai.

### Retirada paraguaia
Uma epidemia de varíola assolou as tropas brasileiras, e Corumbá voltou a ser ocupada pelos paraguaios depois que foi evacuada em 23 de julho de 1867, se mantendo até abril de 1868, quando, como consequência da Passagem de Humaitá, Solano López ordenou o abandono do Mato Grosso. As tropas em retirada levaram a varíola a Cuiabá, perecendo nessa cidade a metade de seus 10 000 habitantes. Em agosto de 1868, uma patrulha brasileira de reconhecimento ingressou na desolada Corumbá.
O forte de Coimbra e a bateria de fronteira no Morro da Marinha permaneceram ocupados pelas forças paraguaias até abril de 1868, quando os abandonaram, levando sua artilharia e todo o que neles existia. Logo em fevereiro de 1869 a frota brasileira conseguiu chegar a Cuiabá depois da ocupação de Assunção.

## Coluna oriental
Em 26 de dezembro de 1864 partiu de Concepção uma coluna de cavalaria com cerca de 3 500 homens sob o  comando do coronel Francisco Isidoro Resquín, apoiado pelos capitães Blas Vermelhas e Juan Bautista Agüero, depois de passar o Forte de Bela Vista, penetraram por terra na região mais ao sul do Mato Grosso em direção a Nioaque, Miranda e Coxim. 

### Dourados
Um destacamento comandado pelo capitão Martín Urbieta e os tenentes Manuel Martínez e Narciso Rios, separou-se para atacar a Colônia militar de Dourados. O ataque a Dourados, dirigido pelo capitão Urbieta, encontrou brava resistência por parte do tenente Antônio João Ribeiro, então chefe do Quadro Auxiliar de Oficiais. Este, consciente do avanço da coluna de assalto paraguaia de pelos menos 300 homens, evacuou todos os civis sob a escolta de alguns soldados, mantendo a posição com o resto da guarnição: quinze homens entre oficiais e soldados, sem artilharia. Face a intimação paraguaia de rendição, que recusou, foi morte em combate junto com seus colegas, em 29 de dezembro de 1864.

### Miranda, Nioaque, Forte de Miranda e Coxim
Os invasores arrasaram a Colônia militar de Miranda (próxima às nascentes do rio Miranda) no início de janeiro de 1865 e prosseguiram até Nioaque, derrotando as tropas do coronel José Dias da Silva. Prosseguiram até capturar e incendiar o Forte de Miranda onde encontraram resistência de índios Cadiueus. Enviaram depois um destacamento até Coxim tomando a população em abril de 1865.

## Avanço impedido
As forças paraguaias, apesar das vitórias obtidas, não continuaram sua marcha até Cuiabá onde o ataque inclusive era esperado, o presidente da província de Mato Grosso, João Manuel Leverger tinha fortificado o acampamento de Melgaço (Fortificações de Melgaço) para proteger a capital. O principal objetivo da invasão do Mato Grosso foi distrair a atenção do governo brasileiro para o norte do Paraguai, quando o teatro de operações principais dar-se-ia no sul (região mais próxima do Rio do Prata). Foi o que se chama uma manobra de distração, destinada a iludir o inimigo.
Os brasileiros que fugiram da invasão acharam refúgio entre seus aliados indígenas, quem lhes proporcionaram meios de subsistência, apoio de inteligência e levaram adiante uma guerra de guerrilhas contra os paraguaios. Além dos Cadiueus (restante dos antigos mbayás) participaram ao lado dos brasileiros os terenas e os Quiniquinaus, enquanto os Guatós do Pantanal aliaram-se momentaneamente aos paraguaios. Estes grupos indígenas foram dizimados por causa da cólera.
Os paraguaios conseguiram apoderar-se, em Coimbra, Albuquerque e Corumbá de grande quantidade de armas abandonadas pelos brasileiros, entre eles 23 peças de artilharia, munições abundantes, armas e pólvoras. Em fevereiro de 1865, começaram a chegar a Assunção das primeiras remessas de prisioneiros, aos quais se juntaram posteriormente remessas de população civil deportada.

## Retirada da Laguna

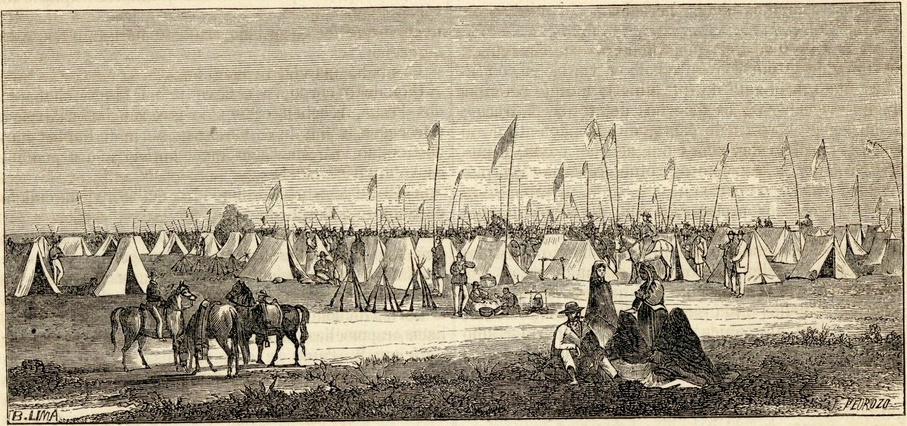
Acampamento do 7º batalhão de voluntários no sítio de Água Branca (Archivo pittoresco: semanario illustrado, 1865).

A chamada Retirada de Laguna foi um episódio da Guerra do Paraguai, célebre pelas penúrias sofridas por seus protagonistas. Foi narrada em A Retirada da Laguna por um de seus participantes, o visconde de Taunay.
Após a captura do Marquês de Olinda e da invasão do Mato Grosso, uma das primeiras reações brasileiras foi a de enviar um contingente militar terrestre a essa província.

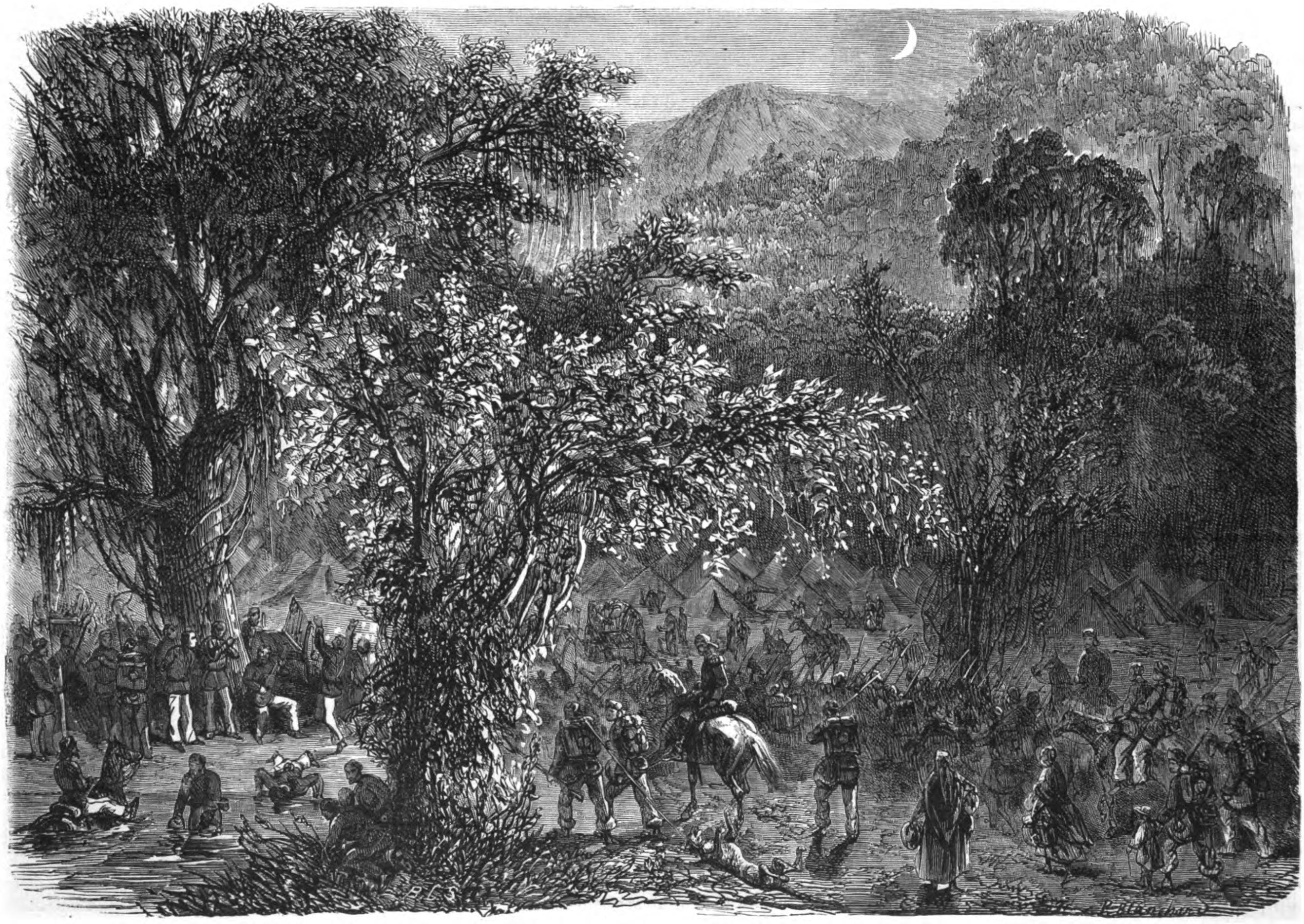
Expedição brasileira para o Mato Grosso em Goiás (L'Illustration, 1866).

Desse modo, em abril de 1865, a Coluna Expedicionária de Mato Grosso partiu de São Paulo com um milhar de guardas nacionais das províncias de Goiás, Minas Gerais e São Paulo, sob o comando do coronel Manuel Pedro Drago, permanecendo inativa por mais de dois meses em Campinas.
Recebeu reforços de 1 200 mineiros de Ouro Preto em Uberaba, na então província de Minas Gerais, de onde partiu em setembro em duas brigadas com uns 2 000 homens e 12 peças de artilharia em direção a Cuiabá. Mas em outubro alterou-se seu destino para Miranda, recebendo o nome de Forças em Operação ao Sul da Província de Mato Grosso, chegando a Coxim em dezembro de 1865, encontrando abandonada pelos paraguaios que tinham retirado a maioria de suas forças à linha do rio Apa. Em junho de 1866 reiniciaram a marcha desde Coxim para Miranda, onde morreu seu chefe o coronel Fonseca Galvão. O cacique Cadiueu Nadó com toda sua tribo se uniu à coluna, permanecendo até o regresso da mesma a Coxim.
O mesmo se repetiu ao chegarem em Miranda, em 17 de setembro de 1866, depois de percorrer mais de 2 000 quilômetros por terra desde São Paulo, onde o forte estava arrasado e a vila tinha sido abandonada nesse dia pelos paraguaios. Um terço da coluna tinha perecido pelas epidemias ou tinha desertado. O coronel Albino de Carvalho, chefe da coluna, manteve-a na insalubre vila de Miranda, produzindo-se ainda mais baixas.

### Invasão do Paraguai

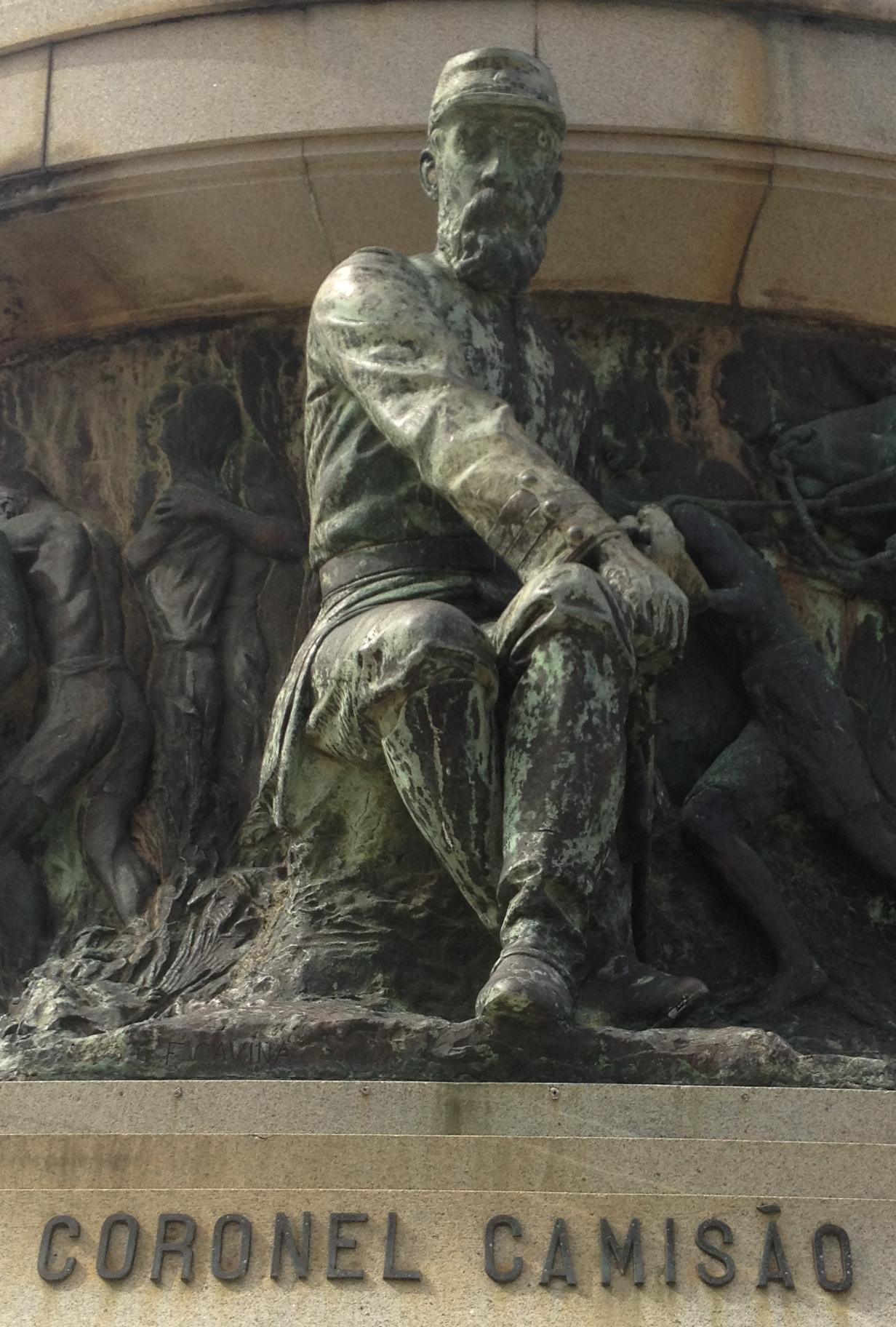
Coronel Carlos de Morais Camisão.

Em janeiro de 1867, o coronel Carlos de Morais Camisão assumiu o comando da coluna, então reduzida a 1 680 homens dos 5 000 originais, enviou o acampamento à mais bem equipada Nioaque e decidiu invadir o território paraguaio em direção a Concepcíon, pondo-se em marcha em fevereiro.
Em 21 de abril de 1867, mediante o avanço da coluna brasileira, a aldeia e o Forte de Bela Vista foram incendiadas por seus defensores, que a abandonaram e permitiram o ingresso dos brasileiros. Taunay (s. d.) relata que "(...) o forte, que mal consistia em uma sólida estacada de madeira, foi ocupado, assim como a vila, por grande destacamento."
Uma vez em território paraguaio, a coluna brasileira adotou o nome de Forças Expedicionárias no Norte do Paraguai.
Sem abastecimentos, apenas o gado das redondezas mantinha a tropa alimentada, a ocupação de Bela Vista demonstrou-se insustentável. Surgiu nesse impasse, o plano de marchar sobre a Fazenda Laguna, localizada a quatro léguas ao sul de Bela Vista, de propriedade pessoal de Francisco Solano López, e destinada a criação de gado. Com esse objetivo, as forças brasileiras deixaram Bela Vista em 30 de abril, dispersando um pequeno contingente de peões, indígenas e escravos paraguaios em Laguna, causando-lhes uma centena de baixas e morrendo um só brasileiro, mas sem encontrar o gado.

### Retirada para Coxim

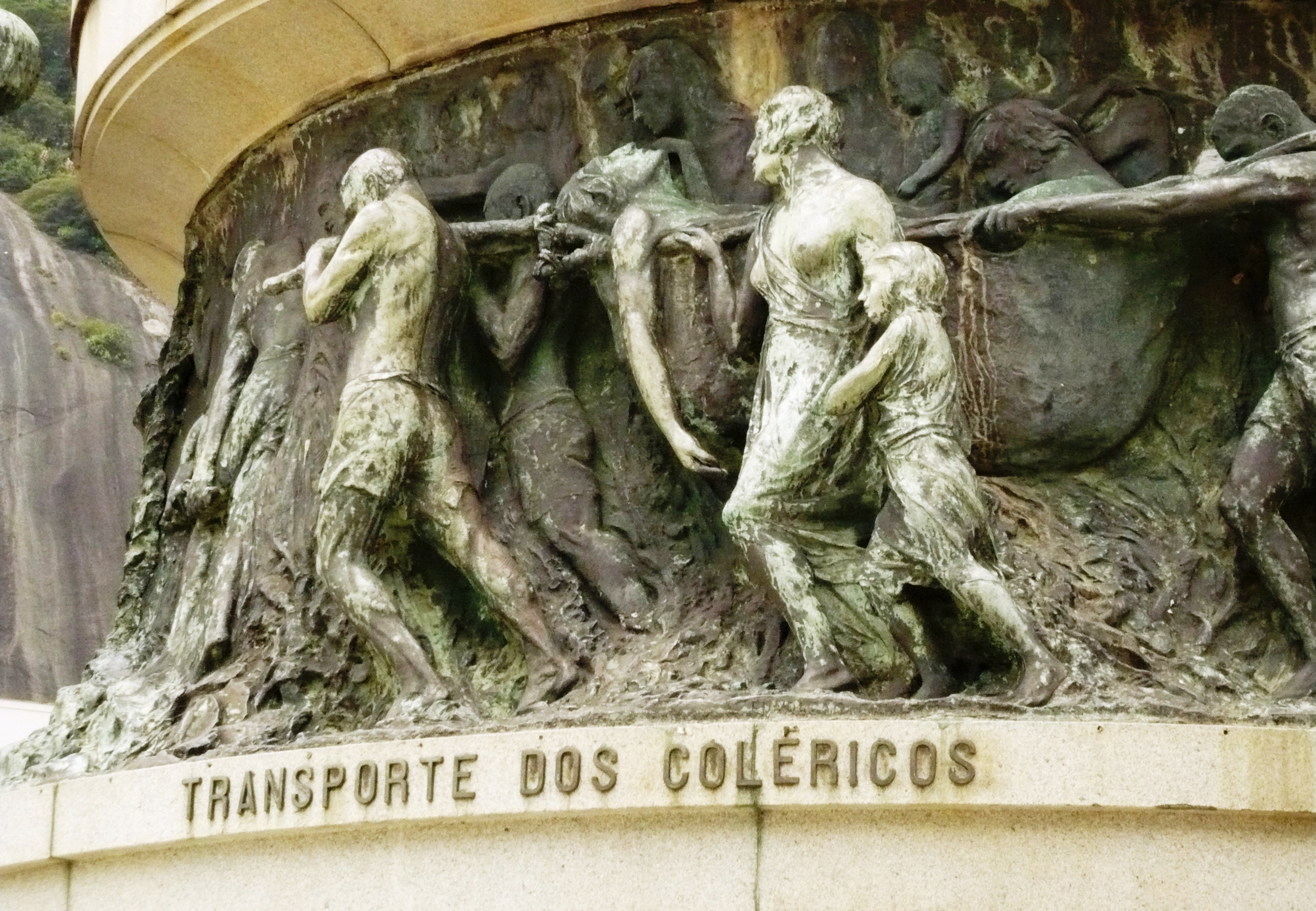
Transporte dos doentes de cólera.

Distante a linha de suprimentos, e sem víveres para o sustento da tropa, afetada pela cólera, tifo, e pelo beribéri, a coluna do Exército Brasileiro foi forçada a retirar-se em 7 de maio de 1867 rumo a Nioaque, sob os constantes ataques da cavalaria paraguaia, que se utilizavam de táticas de guerrilha infligindo severas perdas aos brasileiros e lhes tirando o escasso gado que levavam. Em 25 de maio os paraguaios realizaram um ataque sobre o acampamento brasileiro, mas foram rechaçados. Devido a severa fome fez com que fossem abandonados 130 soldados doentes de cólera, que custou também a vida do coronel Camisão. 
Em 4 de junho chegaram a Nioaque, localidade que tinha sido reocupada pelos paraguaios e abandonada de novo a deixando arrasada, exceto a igreja em onde colocaram uma bomba que matou a 15 brasileiros. De um efetivo de 3 000 homens, retornaram às linhas brasileiras em Porto Canutos, perto de Coxim, em 11 de junho de 1867 pouco mais 700 homens em muito mau estado.